# Gerongia rifkinae
Gerongia rifkinae is een tropische kubuskwal uit de familie Carukiidae. De kwal komt uit het geslacht Gerongia. Gerongia rifkinae werd in 2005 voor het eerst wetenschappelijk beschreven door Gershwin & Alderslade. 